# Ривицкий

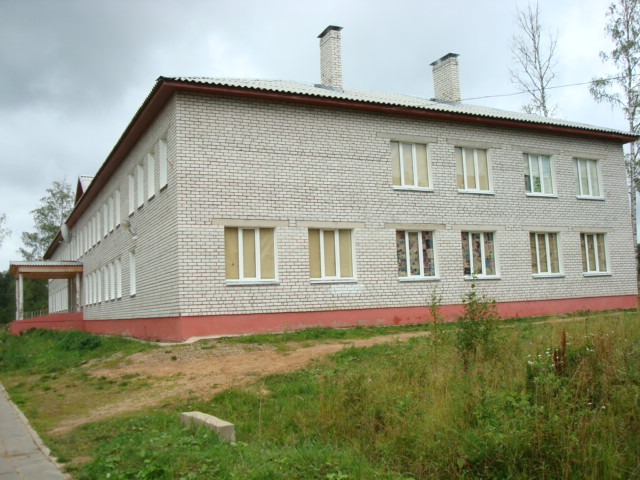
Ривзаводская СОШ

Ривицкий (Ривзавод, карел. Riiviččä) — посёлок в Максатихинском районе Тверской области, административный центр Ривицкого сельского поселения (с 2006 г.).
Расположен на реке Ривице в 20 км к югу от Максатихи и в 85 км к северу от Твери. С трёх сторон окружён лесом. В нескольких сотнях метров к северо-западу от посёлка находится деревня Райково. 

## Происхождение названия
Название посёлка происходит от гидронима — реки Ривица, на берегах которого расположено селение. Исследователь Ю. М. Смирнов выводит гидроним из ревник, ревеник (ров, яма), то есть «ямная речка с глубокими омутами» [рус].Оформление названия на -кий типично для современных посёлков.

## История
Земли Бежецкого верха, сильно опустевшие в Смутное время, были заселены карельскими поселенцами, бежавшими от шведского гнета. Ко времени основания завода окрестные деревни были населены преимущественно тверскими карелами. Они и составили первоначальное население посёлка.
В 1895 г. на берегу р. Ривицы в 23 км к югу от Максатихи был основан лесохимический завод по сухой перегонке дерева. Промыслы, связанные с переработкой древесины были традиционными для карел, поселившихся в лесистых местностях. Предприятие построено немецкой фирмой по концессии с правительством. Место было выбрано в связи с большим количеством берёзовой древесины. Ривхимзавод производил смолу, скипидар, деготь-березойль, уголь, спичечную соломку, метиловый спирт, уксусный порошок. Продукция вывозилось в Германию. Акционеры Ривхимзавода уехали в Германию ещё во время революции. От немецкого управляющего сохранился большой дом вблизи предприятия. После революции в 1918 г. на Ривицком химзаводе некими Пушкиным и Александровым организован отряд красноармейцев. По переписи 1920 в Ривхимзаводе Трестенской волости Бежецкого уезда насчитывалось 16 дворов, 87 жителей, на Ривицком заводе — 40 дворов, 155 жит. (в том числе 12 дворов венгров). В феврале 1921 г. Ривицкий стал центром Ривицкого (один из 19 в Трестенской волости) сельского совета. После национализации в 1923 г. завод стал государственным. Было возобновлено производство древесного угля.
Некоторое время (1937—1939 гг.) Ривицкий входил в Карельский национальный округ.
В 1942 г. завод эвакуирован в Горьковскую область. Частично оборудование было затоплено в реке. В цехах наладили выпуск тарной дощечки, сапожных колодок, дёгтя, угля, спичек. На базе завода создаётся лесокомбинат, работающий на нужды фронта. Производство фанеры ведётся с 1945 г. Некоторое время Ревхимзавод был одним из двух предприятий химической промышленности (первое в г. Калинине) на территории региона. К началу 1960-х гг. Ривицкий лесокомбинат входил в число наиболее крупных в Калининской области.

## Современность
Посёлок разделён рекой на две части: левобережная/южная часть — «Центр» (основная часть посёлка, здесь находятся здания администрации поселения, магазины, кафе), правобережная/северная часть — «Гора» (расположена на возвышенности, здесь находятся школа и лесничество).
На территории посёлка действует одно крупное предприятие — ПКМЛПК (фанерный цех).
В Ривзаводе расположены следующие учреждения образования, здравоохранения и культуры:
- Средняя общеобразовательная школа;
- Дошкольное образовательное учреждение № 8 на 30 мест
- Кабинет врача общей практики (в стадии обустройства) в здании администрации;
- Библиотека, обслуживающая читателей 3 раза в неделю,

а также:
- Почта
- Продуктовые магазины — 4
- Хозяйственный магазин
- Магазин автозапчастей
- Общественная баня

## Население
| 722 | 639 | 699 | 549 | 439 |

| 2008 | 2010 |
| ---- | ---- |
| 461  | ↘389 |

### Национальный состав
В посёлке проживают русские, тверские карелы, украинцы, белорусы, молдаване, чуваши, мордва и др.. Национальный состав Ривзавода отличается пестротой по сравнению с окружающими деревнями, так как нахождение посёлка на автодороге между Максатихой и Рамешками (тракт Максатиха — Трестна) и промышленное производство способствовали увеличению населения за счёт приезжих.

## События
2 августа 2009 г. в Ривицком произошёл страшный пожар. В центре посёлка сгорело два двухэтажных деревянных дома, пострадал ещё один сельский дом. Часть близко расположенных построек удалось отстоять.

## Известные уроженцы
- Любомиров, Пётр Петрович (1924—1999) — русский поэт, прозаик, журналист.